# Cap Columbia

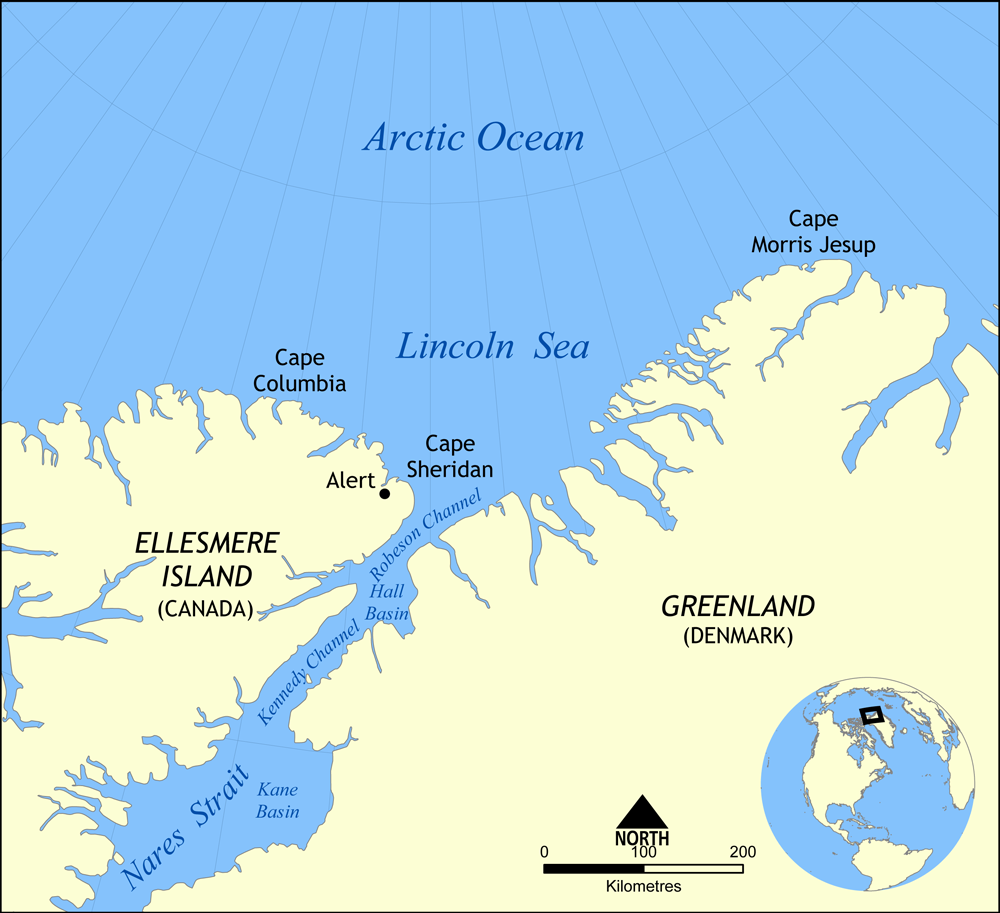
Localització del Cap Columbia al mar de Lincoln.

El cap Columbia és un dels punts més septentrionals de la terra, que es troba a l'illa d'Ellesmere, Canadà, en el punt més occidental de la costa del mar de Lincoln, un dels braços de l'oceà Àrtic. És el punt més septentrional de la terra fora de Groenlàndia i la seva distància al pol Nord és de tan sols 769 km.

## Història

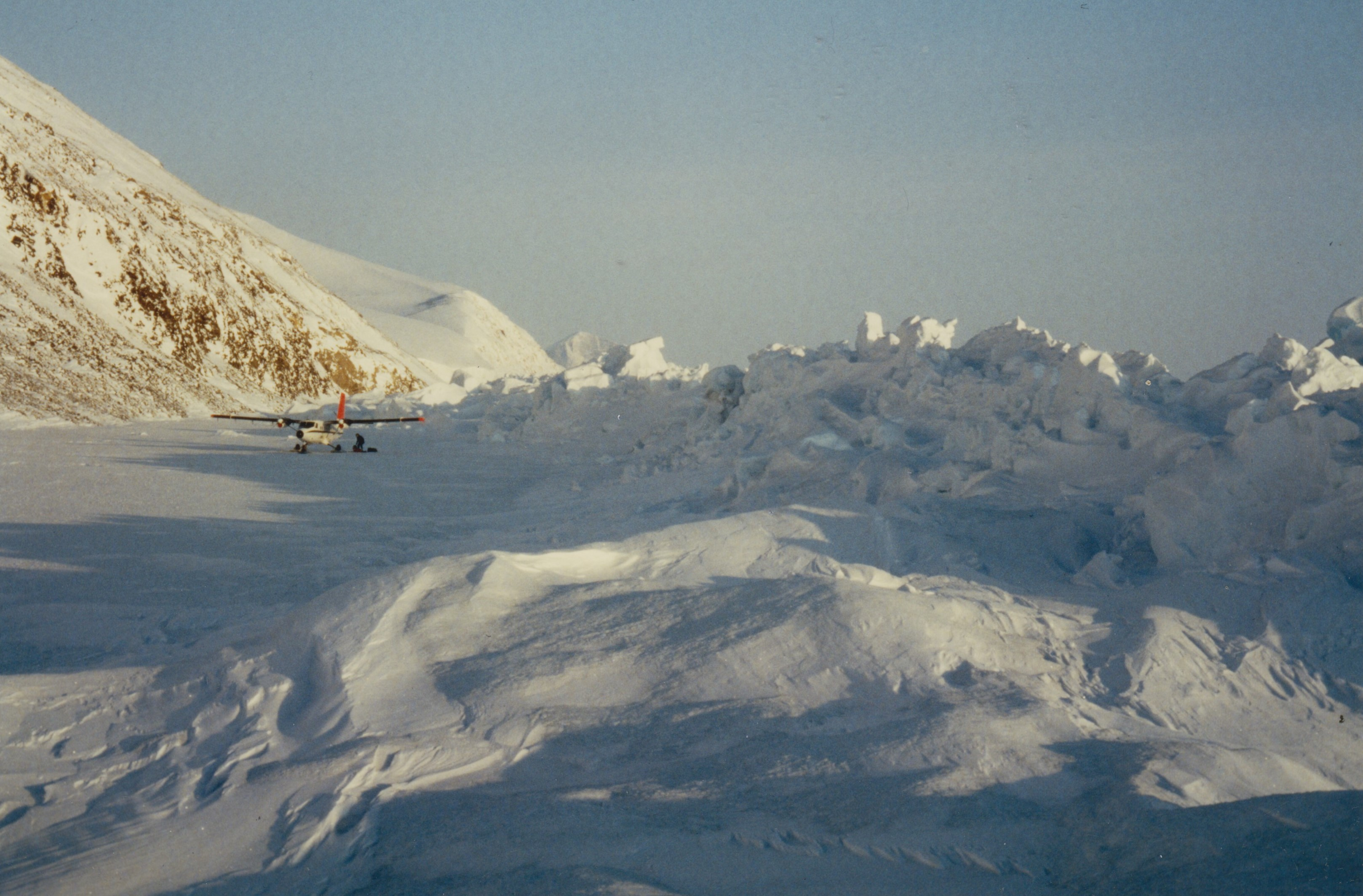
La banquisa de l'oceà Àrtic s'estanca al cap de Columbia, el 18 d'abril de 1990

El cap Columbia va ser trobat el 1876 per Pelham Aldrich, un tinent de l'expedició de l'explorador britànic George Nares (1875-1876).
A més de ser un dels punts més propers al pol, el cap Columbia va ser triat com el punt de partida per a Robert Peary en el seu últim intent per arribar al Pol el 1909, perquè estava prou allunyat a l'oest com per estar lliure del gel que tancava el canal Robeson, l'últim tram de l'estret de Nares. Des del cap Columbia pensaven arribar en línia recta el Pol caminant sobre el gel de l'oceà Polar. El campament d'hivern i el seu vaixell Roosevelt estaven situats a unes noranta milles al sud-est, al cap Sheridan, prop d'Alert.
Peary va utilitzar un sistema, el sistema Peary, que es basava en diversos equips de suport que anaven desbrossant el camí i deixant queviures en amagatalls. Aquests equips, sempre en trineus de gossos, van sortir del Roosevelt a partir del 15 al 22 de febrer de 1909, tornant al cap Columbia. L'1 de març l'expedició va sortir de cap Columbia cap al Pol. El paral·lel 84° N es va creuar el 18 de març i el 86° N el 23 de març. La posició final aconseguida per Peary és avui dia posada en dubte, ja que les velocitats que va afirmar haver aconseguit després de la marxa dels últims testimonis independents fan, en el millor dels casos, dubtar. Peary va tornar a posar els peus a terra, a cap Columbia, el 23 d'abril.